# Đền Lê Chân
Đền Lê Chân nằm bên sườn núi Vẻn thuộc làng Vẻn cổ, thôn An Biên, xã Thủy An, Đông Triều, Quảng Ninh, Việt Nam. Đền được xây dựng để thờ bà Lê Chân, một nữ tướng dưới thời Hai Bà Trưng. Đền được xây dựng tại thôn An Biên nên nhân dân thường gọi là Đền An Biên.
Do sự thăng trầm của lịch sử và chiến tranh tàn phá nên đền đã bị hư hỏng nặng. Năm 1993, đền được nhân dân địa phương tôn tạo lại trên nền đền cũ. Đền hiện còn lưu giữ được nhiều hiện vật mang tính nghệ thuật cao như tượng nữ tướng Lê Chân, tượng các nữ chiến binh, chuông đồng, hoành phi, câu đối, long ngai... đặc biệt là năm 2002, trong khuôn viên của đền đã xây dựng thêm tượng đài nữ tướng Lê Chân.
Hằng năm đền có ba ngày lễ lớn là: Ngày 8-2 (âm lịch) ngày sinh của bà; ngày 15-8 (âm lịch) ngày thắng trận; ngày 25-12 (âm lịch) ngày mất của bà.
Năm 2006, đền An Biên đã được UBND tỉnh Quảng Ninh xếp hạng là di tích lịch sử văn hoá. 